# Шведская национал-социалистическая рабоче-крестьянская партия
Шведская национал-социалистическая рабоче-крестьянская партия (швед. Svenska nationalsocialistiska bonde- och arbetarpartiet) — шведская нацистская партия, существовавшая с 1924 по 1930 год.
Была образована 12 августа 1924 года братьями Сигурдом, Гуннаром и Биргером Фуругордами под названием Шведского национал-социалистического союза свободы (Svenska nationalsocialistiska frihetsförbundet). В первых же документах партии её основатели призывали:
«Наше отечество, наш народ и наша культура в настоящее время находятся в той же опасности, что и любая другая нация и культура. Опасность всё ближе и необходимо её устранить. Наш долг как одного из наиболее расово чистых арийских народов в первых рядах вести борьбу против несущих гибель сил и искать выход, как её избежать. Чтобы содействовать этому, мы создали Шведский Национал-социалистический Союз Свободы и обращаемся с пламенной просьбой ко всем порядочным шведам присоединиться к общей борьбе за нашу древнюю свободу и наше племя, за социальную справедливость и то наследие, которое завещали нам наши предки».
Органом партийной печати стала газета «Национал-социалист». В качестве эмблемы партия взяла себе изображение свастики и сноп из герба шведской королевской династии Васа.
Союз свободы, однако, не имел большого успеха, и уже в том же самом году он был переименован в Шведскую национал-социалистическую рабоче-крестьянскую партию, во главе которой встал Биргер Фуругорд. Но и в обновлённом варианте успехи у партии были невелики, в связи с чем в апреле 1930 года она объединилась с Национал-социалистической народной партией Швеции в единую Новошведскую национал-социалистическую партию.